# Simon Kolkman
Simon Bernard (Simon) Kolkman (Hengelo, 17 augustus 1977), is een Nederlandse roeier. Hij vertegenwoordigde Nederland bij verschillende grote internationale wedstrijden. Zo nam hij eenmaal deel aan de Olympische Spelen, maar won hierbij geen medaille.

## Levensloop
In 2000 maakte Kolkman op 23-jarige leeftijd zijn olympische debuut bij de Olympische Spelen van Sydney op het onderdeel lichte vier zonder stuurman. De olympische roeiwedstrijden vonden plaats op het Regatta Centre van Penrith Lake, een speciaal voor de Olympische Spelen aangelegde roei en kanobaan. Via de series (tweede in 6.14,37), de halve finale (vijfde in 6.03,25) moest het Nederlandse team genoegen nemen met een plaats in de kleine finale. Hier werd het team tweede in 6.05,96 en eindigde zodoende op een achtste plaats overall. Een jaar later won hij samen met roeipartner Robert van der Vooren op het onderdeel lichte twee zonder stuurman bij de wereldkampioenschappen roeien 2001 in Luzern een zilveren medaille.
Hij studeerde management techniek en was aangesloten bij de studentenroeivereniging D.R.V. Euros in Enschede.

## Palmares

### roeien (lichte twee zonder stuurman)
- 2001:  Wereldbeker III - 7.07,76
- 2001: 4e Wereldbeker IV - 7.15,30
- 2001:  WK - 6.36,40

### roeien (lichte dubbeltwee)
- 1994: 16e WK junioren - 6.49,05

### roeien (lichte vier zonder stuurman)
- 1998: 9e Wereldbeker II - 6.14,24
- 1998: 10e Wereldbeker III - 6.27,95
- 1998: 10e WK - 6.04,12
- 1999:  Wereldbeker I - 6.13,58
- 1999:  Wereldbeker III - 6.02,40
- 1999: 7e WK - 5.56,37
- 2000: 5e Wereldbeker I - 6.21,59
- 2000: 10e Wereldbeker II - 6.46,53
- 2000: 8e Wereldbeker III - 6.09,84
- 2000: 8e OS - 6.05,96

### roeien (lichte dubbelvier)
- 1995:  WK junioren - 6.09,91

Joris Trooster · 
Jeroen Spaans · 
Simon Kolkman · 
Robert van der Vooren